# Грамбек
Грамбек (нем. Grambek) — община в Германии, в земле Шлезвиг-Гольштейн. 
Входит в состав района Герцогство Лауэнбург. Подчиняется управлению Брайтенфельде.  Население составляет 418 человек (на 31 декабря 2010 года). Занимает площадь 12,66 км².